# Macarena (nombre)
Macarena es un nombre de origen andaluz derivado del barrio de Sevilla con dicho nombre.[cita requerida] Este a su vez toma su nombre del Arco de la Macarena, una de las puertas de la antigua muralla de Sevilla, que en origen se llamaba en árabe Bab-al-Makrin[cita requerida], de donde ha derivado el nombre actual[cita requerida]; este también dio nombre a la imagen de la Esperanza Macarena y por extensión a la Basílica donde se custodia. Los nombres andaluces modernos han derivado comúnmente de advocaciones marianas (véase Rocío, Araceli).[cita requerida]
Hay quien lo relaciona con un origen griego, de makarios (μακάριος), que significa “feliz, dichoso”[cita requerida].
Aunque pueda parecer al contrario, es la Advocación de la Virgen la que recibe el nombre del arco y no al revés.

## Personajes famosos
- Macarena Achaga (Mar del Plata, 1992), modelo y presentadora de televisión argentina;
- Macarena García (Ciudad de México, 2000), actriz más conocida por su participación en Like La Leyenda;
- Macarena Aguilar (Bolaños de Calatrava, 1985), deportista española;
- Macarena Berlín (Madrid, 1973), periodista radiofónica española;
- Macarena del Río (Puebla del Río), cantante de copla española;
- Macarena García (Madrid, 1988), actriz española;
- Macarena García (Buenos Aires, 1990), importante diseñadora de indumentaria;
- Macarena Gelman (Montevideo, 1976), activista uruguaya, hija de detenidos desaparecidos, nieta del poeta argentino Juan Gelman;
- Macarena Gómez (Córdoba, 1978), actriz española;
- Macarena Olona (Alicante (España), 1979), abogado del Estado y expolítica española;
- Macarena Reyes (San Fernando, 1984), atleta chilena, medalla de oro en atletismo;
- Macarena Rodríguez (Mendoza, 1978), jugadora de hockey sobre césped argentina;
- Macarena Sánchez (Santa Fe, 1991), jugadora de fútbol argentina;
- Macarena Simari Birkner (1984), esquiadora argentina.
- Macarena Silva Vergara (Santiago,1988), jugadora de golf, segunda chilena en clasificar al Women US Open de golf en 2013. Primera mujer en “pasar un corte” en un torneo masculino en Abierto de los Lirios, Rancagua, Chile en 2013.
- Macarena Hidalgo (1991), comunicadora tucumana.
- Macarena Andújar (1987) empresaria y jugadora de pickleball Peruano.
- Virginia Macarena Neva Enríquez (2001),([Rota,Cádiz)] Bailaora Profesional de Danza Flamenca.